# 隐函数定理
在数学分析中，隐函数定理（英語：Implicit function theorem）是一個用來回答下面的問題的工具：
```
以
隐函数
表示一個多變量函數，此函數的變量在局部上是否存在显式的关系？
```

隐函数定理说明，对于一个由关系 {\displaystyle f(x,y)=0} 表示的隐函数，如果它在某一点的偏微分满足某些条件，则在该点有鄰域使得在該鄰域內 y 可以表示成关于 x 的函数：
{\displaystyle y=h(x)}
这样就把隐函数关系变成了常见的函数关系。
舉一個簡單例子：假設兩個變量 x, y 滿足隱函數 x2 + y2 − 1 = 0，此隱函數代表了平面上的單位圓，任取單位圓中的一點，那是否存在包含該點的鄰域跟定義在鄰域裡的顯函數 y=h(x) 去(局部的)描述這單位圓的圖形？
答案是：除了(-1,0) 跟 (1,0 ) 兩點外，其他點局部上都有 y=h(x) 的顯函數表達式。理由請看下面的隱函數定理。

## 例子

讓函数，則单位圆就可以写成满足方程式的点的集合。在圆上的点A附近，y 可以表示成 x 的函数： ，但點B就不行（因為在點B附近，一個 x 會對應到兩個 y 的值）。

有函數 {\displaystyle f(x,y)=x^{2}+y^{2}}，那么方程式 {\displaystyle f(x,y)-1=0} 的所有解的集合构成平面上的单位圆。圆上的点整體上是无法表示成單變數函數 {\displaystyle y=h(x)} 的形式的，因为每个{\displaystyle x\in (-1,1),}都有两个{\displaystyle y}的值与之对应，即{\displaystyle \pm {\sqrt {1-x^{2}}}}。
然而在某些點附近，局部地用 {\displaystyle x} 來表示 {\displaystyle y} 是可能的。比如给定圆上一点 {\displaystyle (x,y)}，如果 {\displaystyle y>0}，也就是说如果只選取圓的上半部分的话，在这一点附近 {\displaystyle y} 可以写成关于 {\displaystyle x} 的函数：{\displaystyle y={\sqrt {1-x^{2}}}}。如果 {\displaystyle y<0}，在圓的下半部分 {\displaystyle y} 也可以写成关于 {\displaystyle x} 的函数：{\displaystyle y=-{\sqrt {1-x^{2}}}}。
但是，在点 {\displaystyle (\pm 1,0)} 的附近，{\displaystyle y} 无法写成关于 {\displaystyle x} 的函数，因为這些點的每一个邻域中都包含了上半圆和下半圆的点，也就是說对于附近的每一个 {\displaystyle x}，都有两个 {\displaystyle y} 的值与之对应，這種情況下 {\displaystyle y} 無法寫成 {\displaystyle x} 的函數。

## 定理的叙述：欧几里得空间的情况
设 f : Rn+m → Rm 为一个连续可微函数。这里Rn+m 被看作是两个空间的直积： Rn×Rm，于是 Rn+m 中的一个元素写成 (x,y) = (x1, ..., xn, y1, ..., ym) 的形式。 我們的目標是找到一個函數 h: Rn → Rm ，讓這函數的圖形(graph of a function), (x, h(x)), 局部上恰好等於集合{ (x, y) | f(x,y) = 0}，當然這目標不見得一定可以達成，接下來我們會看需要哪些條件來保證函數 h 的局部存在。
固定一点(a,b) = (a1, ..., an, b1, ..., bm) 使得 f(a, b) = 0，我們希望在點 (a,b) 的附近找到一個 y 关于 x 的函数 h，严格来说，就是说存在 a 的鄰域 U ⊆ Rn 和 b 的邻域 V ⊆ Rm 以及函數：h : U → V，使得 h 的函數的圖形 (x, h(x)) 剛好等於 U × V 中  f(x,y) = 0 的集合，也就是說：
{\displaystyle \{(\mathbf {x} ,h(\mathbf {x} ))\mid \mathbf {x} \in U\}=\{(\mathbf {x} ,\mathbf {y} )\in U\times V\mid f(\mathbf {x} ,\mathbf {y} )=\mathbf {0} \}}。
要保證这样的函数 h 存在，函数 f 的雅可比矩阵要满足某些性質。对于给定的一点 (a,b)，f 的雅可比矩阵写作：
{\displaystyle (Df)(\mathbf {a} ,\mathbf {b} )=\left[{\begin{matrix}{\frac {\partial f_{1}}{\partial x_{1}}}(\mathbf {a} ,\mathbf {b} )&\cdots &{\frac {\partial f_{1}}{\partial x_{n}}}(\mathbf {a} ,\mathbf {b} )\\\vdots &\ddots &\vdots \\{\frac {\partial f_{m}}{\partial x_{1}}}(\mathbf {a} ,\mathbf {b} )&\cdots &{\frac {\partial f_{m}}{\partial x_{n}}}(\mathbf {a} ,\mathbf {b} )\end{matrix}}\right|\left.{\begin{matrix}{\frac {\partial f_{1}}{\partial y_{1}}}(\mathbf {a} ,\mathbf {b} )&\cdots &{\frac {\partial f_{1}}{\partial y_{m}}}(\mathbf {a} ,\mathbf {b} )\\\vdots &\ddots &\vdots \\{\frac {\partial f_{m}}{\partial y_{1}}}(\mathbf {a} ,\mathbf {b} )&\cdots &{\frac {\partial f_{m}}{\partial y_{m}}}(\mathbf {a} ,\mathbf {b} )\\\end{matrix}}\right]=[X|Y]}
其中的矩阵 {\displaystyle X} 是函數 f 关于變數 x 的偏微分，而矩陣 {\displaystyle Y} 是 f 关于變數 y 的偏微分。隐函数定理说明了：如果{\displaystyle Y}是一个可逆矩阵的话，那么满足前面性质的鄰域 U、V 和函数 h(x) 就会存在。正式的敘述就是：
{\displaystyle h(\mathbf {a} )=\mathbf {b} }
且
{\displaystyle f(\mathbf {x} ,h(\mathbf {x} ))=\mathbf {0} ,\,\,} 對所有的 {\displaystyle \mathbf {x} \in U}。

## 一般情形
设{\displaystyle E_{1}}、{\displaystyle E_{2}}和{\displaystyle F}是三个巴拿赫空间，而{\displaystyle U}、{\displaystyle V}分别是{\displaystyle E_{1}}、{\displaystyle E_{2}}上的两个开集。设函数：
{\displaystyle f:U\times V\rightarrow F}
是一個{\displaystyle k~(k\geq 1)}階可微函數（見Fréchet導數），并且对于{\displaystyle E_{1}\times E_{2}}中的一点{\displaystyle (x_{0},y_{0})}，满足：
- {\displaystyle f(x_{0},y_{0})=0}
- 映射 {\displaystyle y\mapsto (Df(x_{0},y_{0}))(0,y)} 是一個從{\displaystyle E_{2}}到{\displaystyle F}的同構

那么有如下结论：
存在{\displaystyle x_{0}}的邻域 {\displaystyle U_{0}\subset U} 、 {\displaystyle y_{0}}的邻域 {\displaystyle V_{0}\subset V} ，以及 {\displaystyle k} 階Fréchet可微函數{\displaystyle \varphi :U_{0}\rightarrow V_{0}}，使得：
对任意{\displaystyle (x,y)\in U_{0}\times V_{0}}，只要{\displaystyle f(x,y)=0}，就有{\displaystyle y=\varphi (x)}。